# Wodnik kasztanowaty
Wodnik kasztanowaty, wodnokur duży (Eulabeornis castaneoventris) – gatunek dużego lub średniej wielkości ptaka z rodziny chruścieli (Rallidae). Występuje w północnej Australii i na okolicznych wyspach, w tym na indonezyjskich Wyspach Aru. Niezagrożony wyginięciem.

## Taksonomia
Gatunek opisał po raz pierwszy John Gould w roku 1844 pod nazwą Eulabeornis castaneoventris. Opis zamieścił w Handbook to the Birds of Australia. Holotyp pochodził z Zatoki Karpentaria, został zabity przez kontradmirała Johna L. Stokesa. Przy okazji, Gould w Port Essington pozyskał również jaja wodnika kasztanowatego. Przez IOC gatunek ten jest umieszczany w monotypowym rodzaju Eulabeornis; rodzaj ten bywa poszerzany o Aramides, Amaurolimnas i Gymnocrex. W języku Aborygenów gatunek ten zwany jest Mor-dug-e-ra.

### Etymologia
Nazwa rodzajowa: gr. ευλαβης eulabēs – ostrożny, rozważny < ευ eu – dobry; λαβειν labein – wziąć; ορνις ornis, ορνιθος ornithos – ptak. Epitet gatunkowy: łac. castaneus – kasztanowo-brązowy < castanea – kasztan < gr. καστανον kastanon – kasztan; venter, ventris – brzuch.

## Podgatunki i zasięg występowania
Wyróżnia się następujące podgatunki:
- E. c. sharpei Rothschild, 1906 – Wyspy Aru
- E. c. castaneoventris Gould, 1844 – wybrzeża północnej Australii, od północnych wybrzeży Australii Zachodniej po Terytorium Północne.

Środowisko życia stanowią błotniste wybrzeża, namorzyny oraz podmokłe tereny trawiaste.

## Morfologia
Nie występuje znaczny dymorfizm płciowy. U samca tył szyi, grzbiet, kuper i sterówki oliwkowe, na kuprze pióra mają odcień rudobrązowy. Wewnętrzne chorągiewki skrzydełka, lotek I i II rzędu kasztanowe; podobnie ubarwione są sterówki. Wierzch i boki głowy oraz gardło szare. Spód ciała wyraźnie kasztanowy, barwa nabiera intensywności na pokrywach podskrzydłowych i podogonowych. Boki szyi i pierś cechuje nieco szarawa barwa. Dziób u nasady zielony lub żółty, końcówka o barwie rogu. Tęczówka czerwona, u młodych samców żółta. Nogi i stopy żółtooliwkowe lub brązowe. Samica z tyłu głowy i na grzbiecie szara. Masa ciała samców 626–910 g, samic 550–710 g.
Wymiary średnie
Wymiary przedstawiono w mm, dla holotypu stanowią zaokrąglenia wymiarów podanych w calach.
| Okaz               | Całkowita długość | Dziób | Skrzydło | Ogon | Skok |
| ------------------ | ----------------- | ----- | -------- | ---- | ---- |
| holotyp John Gould | 482               | 57    | 241      | 152  | 63   |
| ♂ G.M. Mathews     | 537               | 61    | 212      | 136  | 70   |
| ♀ G.M. Mathews     | 512               | 56    | 206      | 130  | 66   |

## Lęgi
Okres lęgowy trwa od września do lutego; biologia lęgowa słabo poznana – jest to gatunek niezwykle skryty. Gniazdo umieszczone jest na niskim, pochyłym drzewie mangrowym, 0,9–2,1 m nad ziemią. Budulec stanowią wytyki. Wodnik kasztanowaty nie wyścieła gniazda. Zniesienie liczy 4 jaja. Cechuje je wydłużony kształt oraz różowobiałe tło pokryte na całej powierzchni czerwonokasztanowo lub lawendowo. Ich wymiary to 51,5–54 mm na 36,5 mm.

## Status zagrożenia
Przez IUCN gatunek klasyfikowany jest jako najmniejszej troski (LC, Least Concern) nieprzerwanie od 1988 roku. Liczebność populacji ani jej trend nie są znane (stan w 2023). Występuje na 6 obszarach uznanych za ostoje ptaków IBA; są to: w Indonezji Pulau Baun i Pulau Kobroor, a w Australii – Limmen Bight, Port McArthur Tidal Wetlands System (obejmujący m.in. estuarium rzeki McArthur), okolice rzek Prince Regent i Mitchell oraz Wyspy Tiwi.